# 御用水跡街園

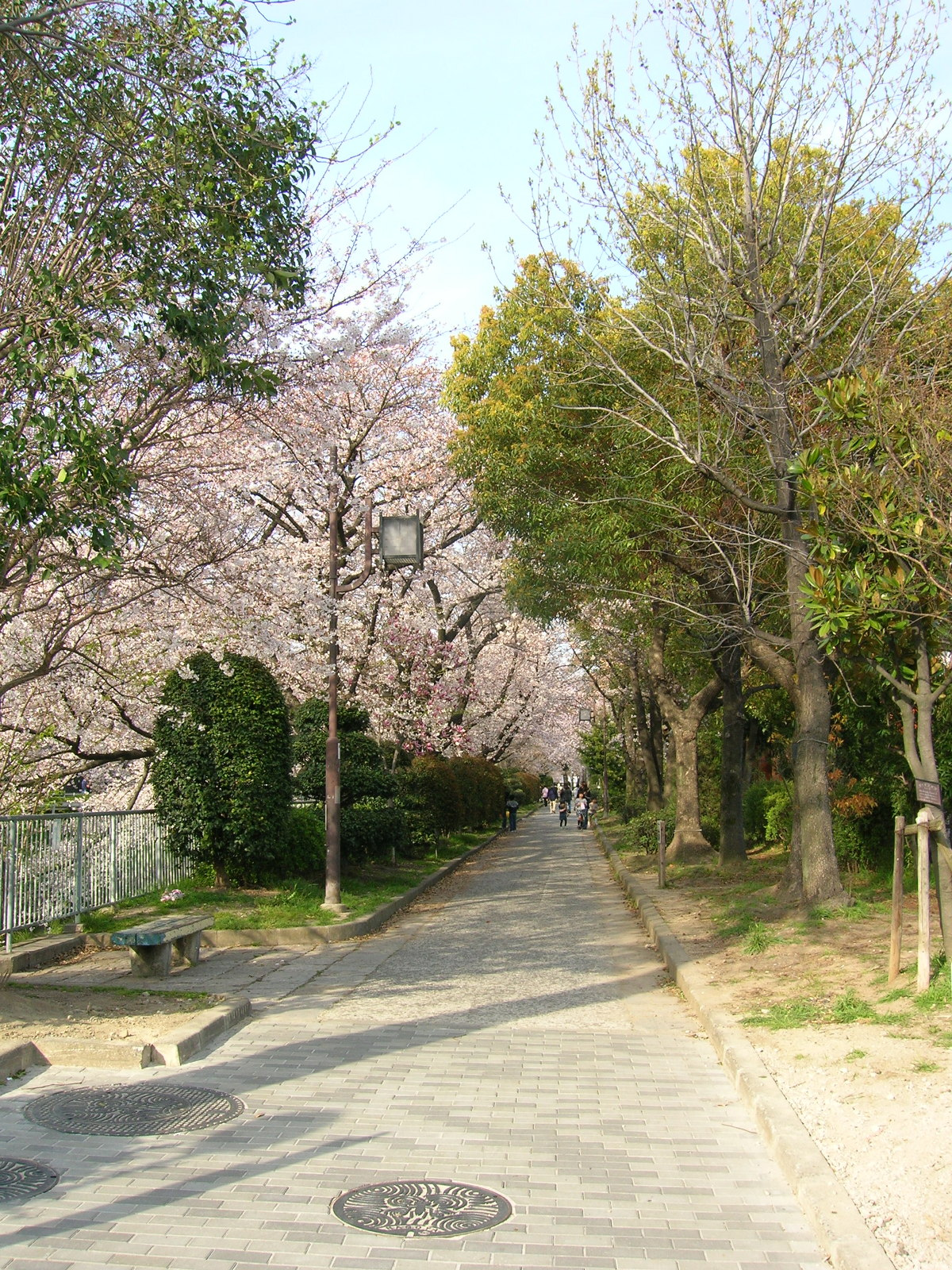
街園の散策路（2009年4月）

御用水跡街園（ごようすいあとがいえん）は、愛知県名古屋市北区にある公園。
黒川（堀川）の夫婦橋から猿投橋までの左岸、約1.6kmを整備して設けられたもので、寛文3年（1663年）に名古屋城のお堀の水源として開削された「御用水」に因む。

## 沿革
御用水は2014年（平成26年）現在の守山区竜泉寺の南にあった川村付近で庄内川から取水。その水を一旦矢田川に流入させて対岸の辻村（2014年（平成26年）現在の北区辻町）から再び取水することで名古屋城まで運ばれたが、13年後の延宝4年（1676年）には伏越（水路トンネル）で矢田川の下をくぐるように改良された。この水の一部は巾下用水として町の人々に使われ、一部は堀川に放流されてその水源となった。
1877年（明治10年）に御用水と並行する形で開削された堀川の猿投橋以北部分は、既存の大幸川を改修した猿投橋から朝日橋までと併せ、担当した愛知県技師の黒川治愿に因み「黒川」と呼ばれるようになった。黒川と並行していた御用水は戦後の水質の悪化などもあって1972年（昭和47年）から埋め立てられたが、その流域の一部が遊歩道を主体とした街園として整備され、1974年（昭和49年）に開放された。ツツジ・ハギ・プラタナス・クスノキ・ヤナギ・サクラなどが散策路に植えられ、園路に用いられている切り石は、当時相次いで廃止されていた名古屋市電の路線敷石が用いられている。近年では桜の名所として市民から親しまれている。
2001年（平成13年）7月以降、庄内川からの導水が行なわれているが、街園がある黒川は1998年（平成10年）9月から2001年8月まで上飯田連絡線工事の際に湧出した地下水が放流されて急速に水質が改善したことで耳目を集めた。川面には大型のコイや水鳥などを見ることができる。

## アクセス
- 名古屋市営地下鉄名城線 - 志賀本通駅から徒歩で約10分。
- 名古屋市営地下鉄上飯田線・名鉄小牧線 - 上飯田駅から徒歩で約10分。